# Mugilogobius chulae
Mugilogobius chulae är en fiskart som först beskrevs av Smith 1932.  Mugilogobius chulae ingår i släktet Mugilogobius och familjen smörbultsfiskar. IUCN kategoriserar arten globalt som livskraftig. Inga underarter finns listade i Catalogue of Life.